# Fuchsturm (Jena)
Der Fuchsturm (auch lat. Vulpecula Turris) gehört zu den Sieben Wundern von Jena und ist ein auf dem Hausberg gelegener 30 m hoher alter Bergfried, der zur Burg Kirchberg gehörte (nicht zur Königspfalz Kirchberg, die westlich davon lag). Er kann als Aussichtsturm bestiegen werden.

## Geschichte

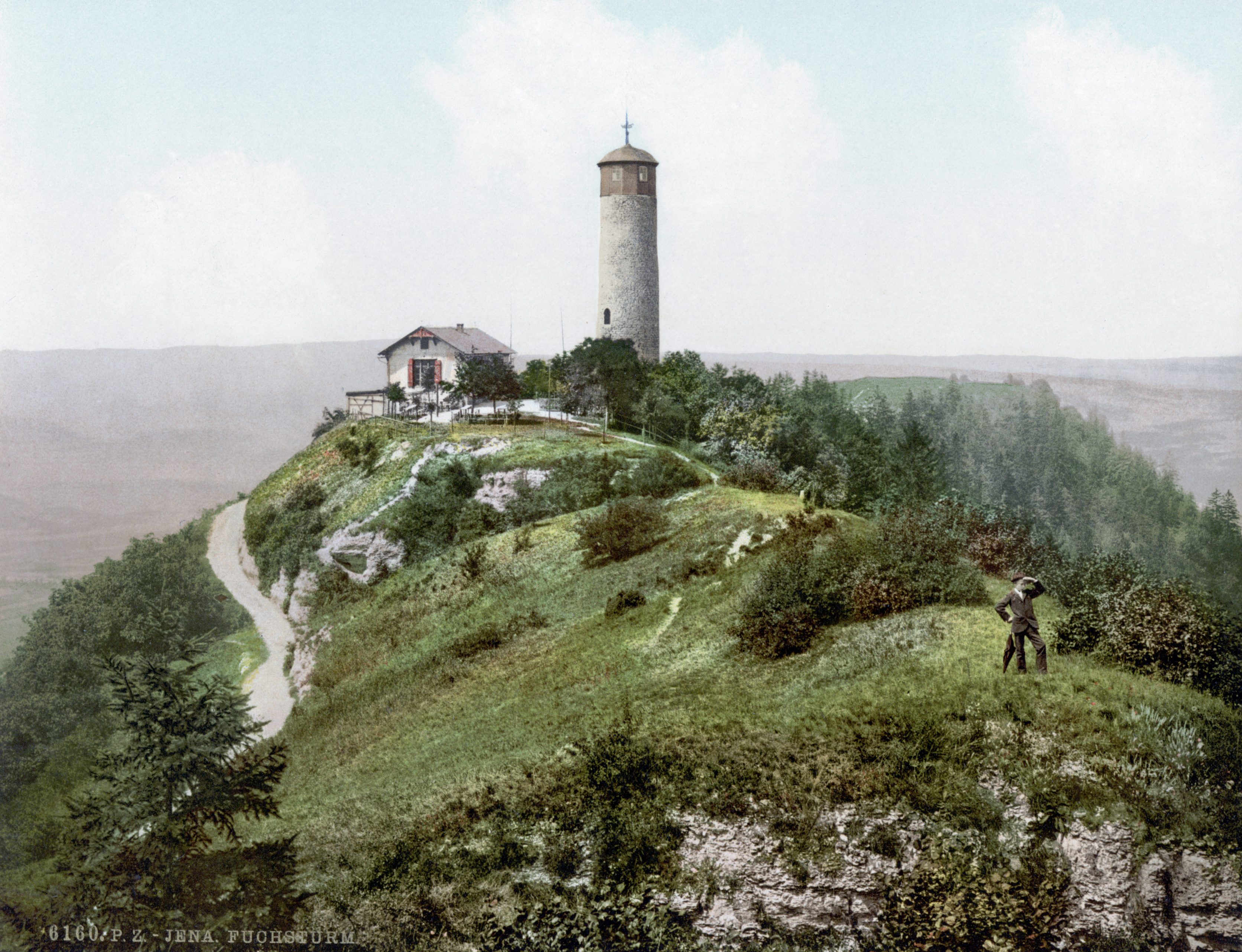
Fuchsturm um 1900

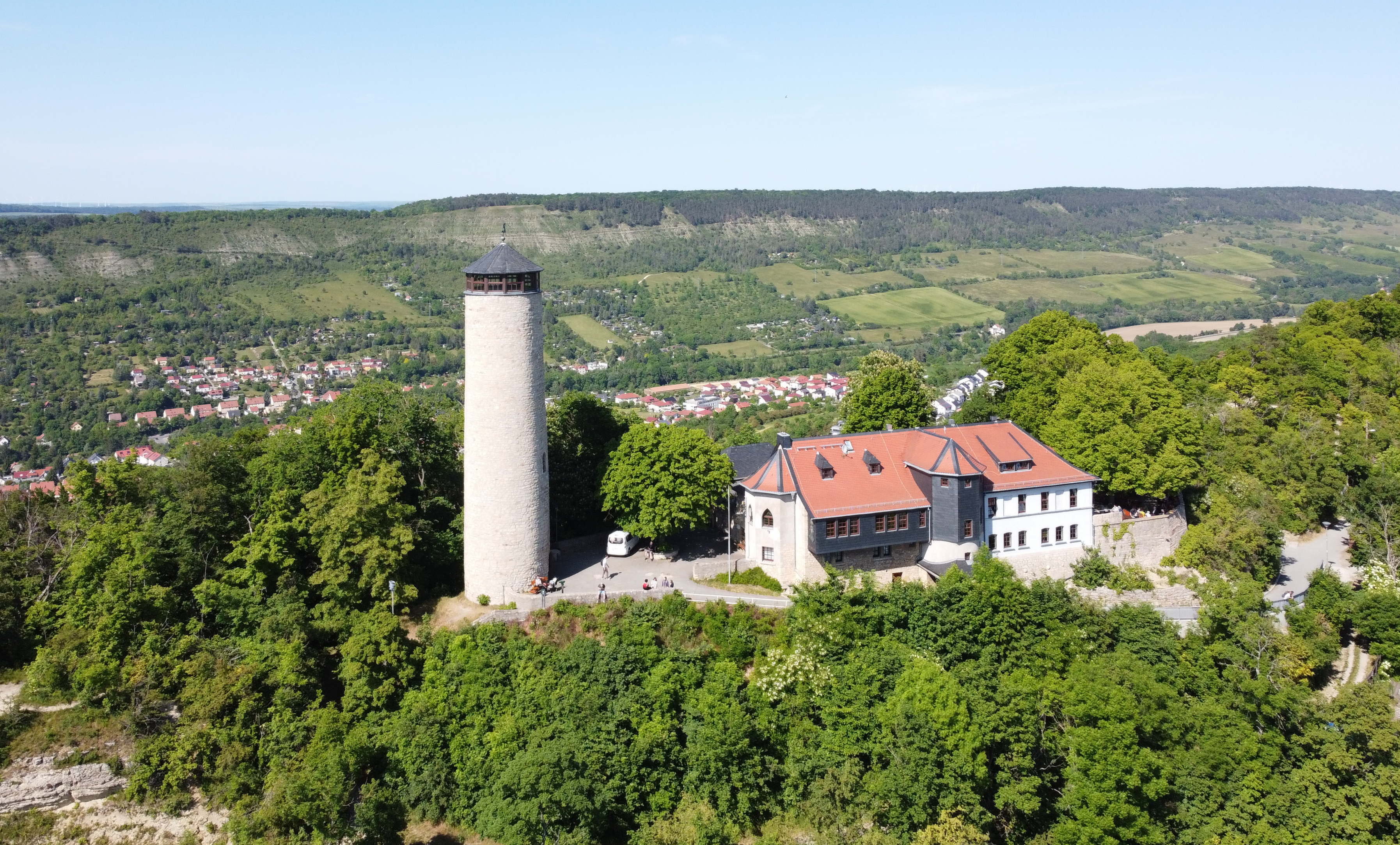
Der Fuchsturm mit Fuchsturmhaus. Im Hintergrund sind Wenigenjena und der Jenzig zu sehen.

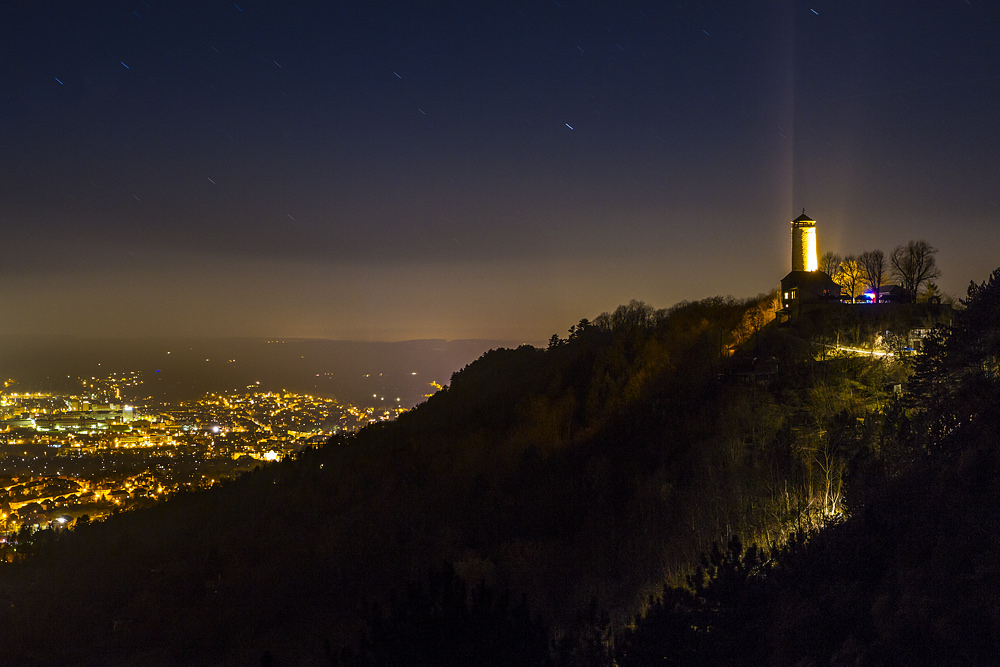
Blick auf den Fuchsturm bei Nacht

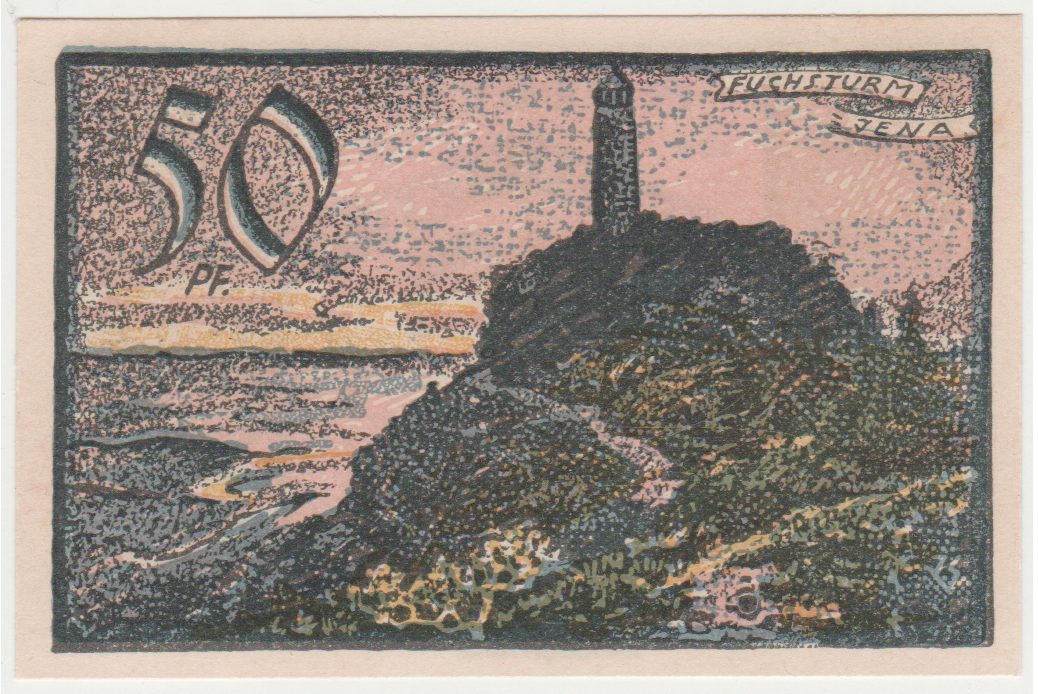
Der Fuchsturm auf einem Notgeldschein von 1921.

Die Burg ist die historische Stammburg der heute noch blühenden, erstmals urkundlich 1145 erwähnten ritterlichen Familie von Jena. Ihr Familienwappen zeigt einen stehenden Fuchs mit einer Weintraube im Maul. Deren Ahnen standen als Ministerialen in den Diensten der Grafen von Kirchberg. Die Burg fiel 1304 mit dem Geschlecht der Grafen von Kirchberg bei einem Angriff des Städtebündnisses Erfurt, Nordhausen, Mühlhausen und Landgraf Albrechts. Die Burganlagen wurden weitestgehend zerstört, nur der Bergfried blieb damals stehen.
Auf Grund einer grundlegenden Reparatur im 16. Jahrhundert konnte die Substanz des Turmes gerettet werden. 1784 wurden ein Fußweg zum Turm, eine Treppe und ein Dach geschaffen, um damit Johann Ernst Basilius Wiedeburg vom Turm aus astronomische Beobachtungen zu ermöglichen. Der Turm wurde bald zu einem beliebten Wanderziel. Seit dem frühen 19. Jahrhundert ist das Schankrecht für die Turmstube bezeugt. Im Jahre 1842 gründete sich eine Knappschaft und 1861 die Fuchsturmgesellschaft, die den Turm erhielten. 1868 wurde neben dem Turm das Fuchsturmhaus erbaut, welches, mehrmals erweitert, bis heute eine Gaststätte beherbergt.
Am 27. September 1905 verbrannten die hölzernen Ein- und Aufbauten des Turmes nach Blitzschlag. Ein Jahr später konnten eine neue Treppe und Turmhaube eingeweiht werden. 1913 ging der Turm in das Eigentum der Stadt Jena über. 1925 wurden Turm und Untergrund umfassend saniert. 
Gegen Ende des Zweiten Weltkrieges wurden die für den Luftschutz zuständigen Stellen auf den Turm aufmerksam. Man befürchtete, dass alliierte Bomberbesatzungen das auffällige Bauwerk als Orientierungspunkt für Angriffe auf Jena (die Stadt galt als hochgradig gefährdet und war einziger Luftschutzort 1. Ordnung in Thüringen) nutzen könnten. Deshalb wurde im Juni 1944 die Haube demontiert und der gemauerte Turmkörper mit Astwerk getarnt, später jedoch die Sprengung vorbereitet. Diese konnte nicht wie vorgesehen stattfinden, da sich zwei Mitglieder der Fuchsturmgesellschaft (Fuchsturm-Wirt Willi Lemser und Dr. Otto Wagner) zuvor im Turm einschlossen, und unterblieb letztlich ganz.
1955 begann die Rekonstruktion des Turms, als die Aussichtsplattform provisorisch (offen) wieder hergestellt und ein Schutzaufbau über der Wendeltreppe errichtet wurde. 1958 erhielt der Turm wieder eine geschlossene „Turmstube“. In den Jahren 2006 und 2007 erfolgten grundlegende Sanierungsarbeiten vom Fundament bis zum Dach.

## Legenden

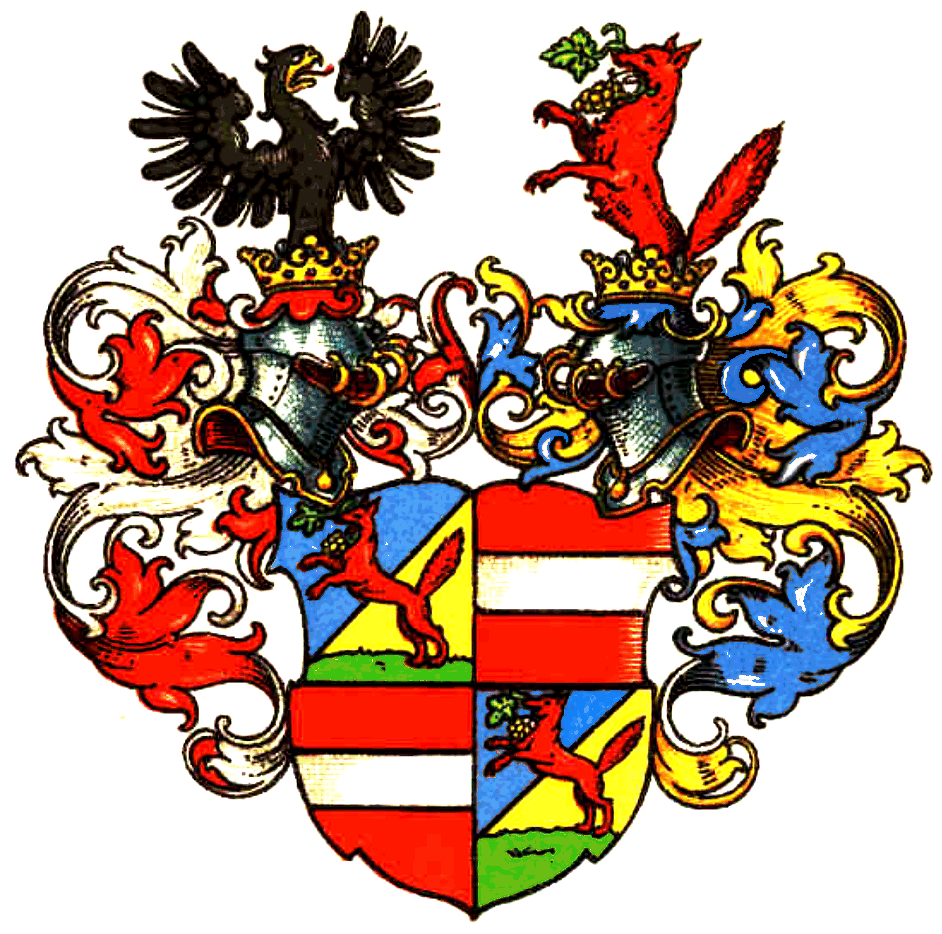
Wappen derer von Jena (1663)

Über den Fuchsturm gibt es mehrere Legenden. Eine davon besagt, dass ein Riese seine Mutter geschlagen habe. Daraufhin sei ein Berg über ihm zusammengebrochen, der ihn unter sich begrub. Der Riese war nur noch in der Lage, seinen Zeigefinger warnend aus seinem Grab zu stechen. Der Fuchsturm ist demnach der Zeigefinger des Riesen, weshalb er früher auch den Namen „Riesenfinger“ erhielt.
Legenden ranken sich auch um das Zustandekommen seines heutigen Namens. Eine meint, am Fuchsturm wurde ein Meisterdieb in einem Käfig aufgehängt, andere leiten den Namen von jungen Studenten, die auch als Füchse tituliert werden, her. Wiederum andere meinen, der Name kommt durch die Füchse, die in der Gegend ansässig waren, zustande. Ableiten lässt sich der Name vielleicht auch aus der Zeit, als der Turm erstmals saniert wurde. So wurde im 17. Jahrhundert ein Goldstück volkstümlich als „Fuchs“ bezeichnet (so 1669 in Grimmelshausens Simplicissimus), deren etliche wohl zur Sanierung investiert wurden. Woher der Name wirklich stammt, ist heute nicht mehr bekannt.